# Crown Jewels
 (août 2025).
Pour plus de détails, voir Fiche technique et Distribution.
Crown Jewels est un film américain réalisé par Roy Clements, sorti en 1918.

## Synopsis
Diana De Lille, une jeune réfugiée, va faire échouer le vol des bijoux de la couronne d'un pays en proie à une révolution, vol organisé par le gang de Mme Levine.

## Fiche technique
- Titre original : Crown Jewels
- Réalisation : Roy Clements
- Scénario : Robert F. Hill
- Société de production : Triangle Film Corporation
- Société de distribution : Triangle Distributing Corporation
- Pays d'origine :  États-Unis
- Langue originale : anglais
- Format : noir et blanc — 35 mm — 1,37:1 — Film muet
- Genre : drame
- Durée : 50 minutes (5 bobines)
- Dates de sortie :  États-Unis : 22 décembre 1918
- Licence : Domaine public

## Distribution
- Claire Anderson : Diana De Lille
- Lillian Langdon : Madame Levine
- Joseph Bennett : Kenneth Grey
- Frank Leigh : Baron Strickland
- George C. Pearce (en) : Maxwell Grey
- William Musgrave : Varnet
- H.N. Dudgeon : Lupino